# Árja fajelmélet
Az árja fajelmélet  egy áltudományos fajelméleti teória volt a a 19. század vége és a 20. század közepe között, hogy az indoeurópai népek és őseik az árják közé tartoznak. Azt állították, miszerint az "árják" fizikailag és intellektuálisan felülmúlják a többi fajt és vezetői a magas kultúra terjesztői, valamint az ókortól a modern időkig a nagy civilizációk alapítói voltak. Az árják (indoeurópaiak) civilizációs szerepét hangsúlyozó történelmi elméletek, a német romantikus nacionalizmus pángermán mozgalma és egyes teozófikusok misztikus fajelméleti tanainak összekapcsolásából született.
Az árják, mint a tiszta, „fehér faj” felsőbbrendűségét a 19. század folyamán olyan rasszista és antiszemita gondolkodók és írók népszerűsítették, mint Arthur de Gobineau, Richard Wagner és Houston Stewart Chamberlain, akiknek tudományos rasszizmusa hatással volt a későbbi náci faji ideológiára. 
Gyakorlati alkalmazására a nemzetiszocialista Harmadik Birodalom fennállása alatt került sor.

## Kialakulása

### Az indoeurópaiak (árják) civilizációs szerepének kutatása

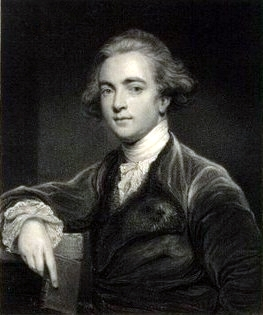
Sir William Jones

A földrajzi felfedezések elterjedésével megingott a keresztény teremtéstörténet hitelessége, több európai gondolkodó felvetette azt az elképzelést, hogy az emberiség története előbbre nyúlik vissza Ádám és Éva teremtésénél, illetve kétségbe vonták, hogy az emberi civilizáció alapnyelve a héber nyelv volt.
A 18. század végén Sir William Jones másodbíróként szolgálta a brit koronát Indiában.
Szabadidejében bejárta Ázsia nagy részét, és behatóan tanulmányozta a hindu mitológiát. Megtanulta a szanszkrit nyelvet, és kutatásai során kétségbe vonta a bibliai tanítások alapvető kitételeit. Hazatérése után megalapította az Ázsia Társaságot, ahol előadásokat tartott.
Kutatásai szerint a szanszkrit nyelv nagymértékben hasonlít a görög és latin nyelvekre, de szókincse kifinomultabb és gazdagabb azoknál. Állítása szerint a nagy földrajzi távolság ellenére, a nagyfokú hasonlóság abból ered, hogy e három nyelv egy közös ősi nyelvből fejlődött ki, mely nyelvet beszélő népcsoport már kihalt, és valaha India területén élt.

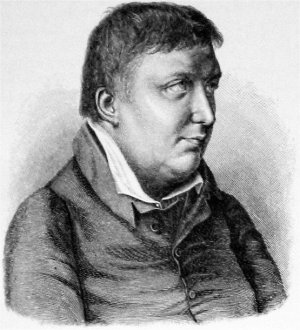
Friedrich von Schlegel

Wilhelm Schlegel német kutató Sir Jones tanításai alapján az 1800-as évek elején megpróbálta megcáfolni, vagy alátámasztani angol elődjei téziseit. Schlegel előbb jogászi, majd irodalmi tanulmányokat folytatott, és amatőr nyelvészként is kutakodott. 1808-ban kiadott, Az indiaiak nyelvéről és bölcsességéről című művében fejtette ki kutatásai eredményeit.
Véleménye szerint az első civilizáció India északi területein alakult ki, nyelve a szanszkrit volt. Ez a harcos faj meghódította az egész világot, és útjaik során megalakították az első történelmi civilizációkat. Ezek a civilizációk indogermán nyelvjáráson alapuló nyelveket beszéltek, és nordikus testi vonásaik voltak. Schlegel ezeket az ősöket a szanszkrit árja szóról nevezte el, mely nemest, vagy fenségest jelent.

### Pángermán mozgalom
A pángermanizmus egy, a 19. században született politikai mozgalom volt, amelynek célja az összes európai német nyelvű nép egységének megteremtése volt.
A mozgalom az ókori germánság árja (indoeurópai) származásának elméletét használta fel az egységes Nagy-Németország megteremtésének tudományos alapjaként.
1871-ben megalakult az egységes Németország, melyben elfogadott volt a német népi hagyományok tisztelete, és a régi germán mitológia alapvető ismerete.

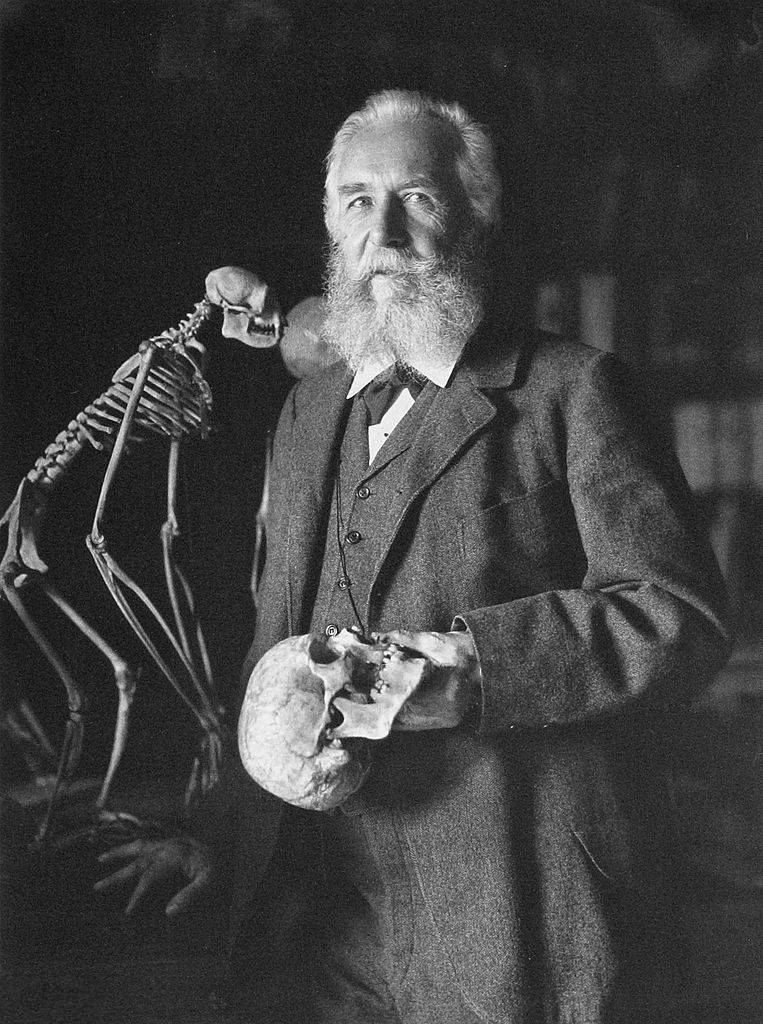
Ernst Heinrich Philipp August Haeckel

Ernst Haeckel német biológus, pszichológus, anatómia professzor a darwinista evolúciós elmélet alapjaira építette fel az árja fajelmélet alapjait.
Tanulmányaiban azt fejtegette, hogy a különböző fajok nem egyenrangúak, a rasszok génállományukban
hordozzák őseik tanításait, az alsóbbrendű fajok pedig megpróbálnak keveredni az árják leszármazottaival, fertőzve ezzel a nemes vérvonalat. Politikai síkon harcolt a vegyes házasságok ellen, és meghirdette a szegregáció programját.
Richard Wagner német zeneszerző erősen antiszemita kirohanásokat tartott a zsidóság ellen, és a romantikus germán mondakör tagjait dolgozta fel több drámai operájában (Lohengrin, A Rajna kincse, A walkür, Siegfried, Az istenek alkonya, Parsifal).

## Főbb alakjai
- Helena Blavatsky, a Teozófiai Társulat alapítója, okkultista (az árja faj misztikus felsőbbrendűségét vallotta, de még egy békés világnézet keretében, és nem a germánságra értve);
- Arthur de Gobineau
- Reinhard Heydrich, SS-Obergruppenführer
- Karl Ernst Haushofer, közgazdaságtan professzor, az árja fajelmélet kutatója
- Rudolf Hess, Haushofer tanítványa
- Karl Maria Wiligut, Weisthor néven Heinrich Himmler fajelméleti főtanácsadója
- Bruno Beger, fajelméleti kutató
- Hans Günther, árja szellemiségű író, a nemzetiszocialista irodalom több alapművének írója
- Julius Friedrich Lehmann, szélsőjobboldali kiadó
- Adolf Eichmann, orvos, fajelmélet kutató, a deportálások fő szervezője
- Heinrich Himmler
- Adolf Hitler